# Jiřice (Vysočina)
Jiřice è un comune della Repubblica Ceca facente parte del distretto di Pelhřimov, nella regione di Vysočina.